# Prairie du Sac (condado de Sauk, Wisconsin)
Prairie du Sac es un pueblo ubicado en el condado de Sauk en el estado estadounidense de Wisconsin. En el Censo de 2010 tenía una población de 1.144 habitantes y una densidad poblacional de 14,69 personas por km².

## Geografía
Prairie du Sac se encuentra ubicado en las coordenadas 43°17′3″N 89°47′53″O / 43.28417, -89.79806. Según la Oficina del Censo de los Estados Unidos, Prairie du Sac tiene una superficie total de 77.9 km², de la cual 74.33 km² corresponden a tierra firme y (4.58%) 3.56 km² es agua.

## Demografía
Según el censo de 2010, había 1.144 personas residiendo en Prairie du Sac. La densidad de población era de 14,69 hab./km². De los 1.144 habitantes, Prairie du Sac estaba compuesto por el 98.51% blancos, el 0% eran afroamericanos, el 0% eran amerindios, el 0.26% eran asiáticos, el 0% eran isleños del Pacífico, el 0.52% eran de otras razas y el 0.7% pertenecían a dos o más razas. Del total de la población el 2.53% eran hispanos o latinos de cualquier raza.